# Льодове пиво
Льодове пиво, також відоме як Айс-бір (англ. Ice beer) — різновид світлого пива низового бродіння (лагерів). Виник як північноамериканський аналог німецького Айсбока (нім. Eisbock) та зазвичай відрізняється від інших світлих лагерів підвищеним вмістом алкоголю, що досягається виморожуванням вологи. Наразі — нерідко просто маркетингова назва одного з сортів пива в асортименті того чи іншого виробника, який необов'язково характеризується підвищеною міцністю та необов'язково виготовляється із застосуванням технології виморожування .

## Технологія
Класична технологія виробництва льодового пива передбачає охолодження резервуару з готовим пивом до утворення в ньому кристалів льоду, після чого лід видаляється з рідини механічним способом. Оскільки температура кристалізації води вища за температуру кристалізації спирту, то видалений з напою лід не містить спирту, тобто таким чином його концентрація у пиві підвищується.
На відміну від німецького Айсбока, який виготовляється за аналогічним принципом, однак з й без того міцного пива, і тому має вміст алкоголю на рівні 10 %, класичне американське льодове пиво виробляється з легких лагерів, вміст алкоголю в яких шляхом виморожування збільшується з 4,5–5,0 % до 5,0–6,5 %.

## Історія
Історія північноамериканського льодового пива розпочалася у квітні 1993 року з виведенням на канадський ринок пива Molson Ice місцевим пивоварним гігантом Molson. Аналогічний продукт був відразу ж запропонований основним конкурентом Molson на канадському ринку пива — компанією Labatt, і вже за декілька місяців частка льодового пива сягнула 10% загальних обсягів продажів пива в Канаді. Перше льодове пиво мало вміст алкоголю усього 4,4 %, хоча це було все ж таки більше, ніж мало традиційне світле пиво від Molson (3,6 %).
Успіх на внутрішньому ринку спонукав канадських виробників розпочати експансію свого льодового пива на сусідній ринок США. З огляду на схожість смаків споживачів пива в Канаді та США льодове пиво почало мати попит й на американському ринку. Невдовзі на появу такого попиту відреагували провідні пивоварні корпорації США, розпочавши випуск власних сортів льодового пива.
З розвитком процесів глобалізації на світовому пивному ринку льодове пиво почало вироблятися пивоварними компаніями й за межами Північної Америки.

## Різновиди льодового пива
Наразі льодове пиво виробляється на багатьох національних пивних ринках, хоча найбільшою популярністю продовжує користуватися у США та Канаді. Причому при маркетинговому просуванні такого пива на північноамериканському ринку підкреслюється не підвищення міцності пива в процесі виморожування, а пом'якшання його смакових якостей. У деяких випадках виробники навіть повертають оригінальний рівень вмісту алкоголю шляхом додавання води до пива, яке пройшло процес виморожування.
На інших ринках також нерідко саме м'якість смаку визначається головною характерною рисою льодового пива. Зокрема, при рекламі наразі єдиного льодового пива, яке виробляється в Україні, — «Славутич ICE», його виробник, компанія Славутич, Carlsberg Group, підкреслює, що для цього пива характерна саме «особлива м'якість у смаку, без звичної вираженої гіркоти традиційних сортів». При цьому вміст алкоголю у цьому напої не відрізняється від аналогічного показника для найпопулярнішого лагера того ж виробника — пива «Славутич Преміум» — і становить 5 %.
У деяких випадках міцність льодового пива взагалі виявляється меншою за міцність інших лагерів тієї ж торговельної марки, зокрема льодове пиво німецької торговельної марки Beck's має вміст алкоголю на рівні усього 2,5 %. Завдяки пом'якшеному смаку льодового пива саме цей сорт пива нерідко стає основою для створення ароматизованих різновидів пива, які пропонуються ринку деякими виробниками.